# Пустово (деревня)
Это же название носит стоящая рядом с деревней железнодорожная станция и посёлок при ней.
Пустово — деревня Фоминского сельского округа Константиновского сельского поселения Тутаевского района Ярославской области .
Деревня находится в центре сельского поселения, к юго-востоку от Тутаева и к юго-западу от посёлка Константиновский. Она расположена непосредственно на федеральной трассе Р151 Ярославль—Тутаев, севернее пересечения с рекой Печегда. По северной окраине деревни трассу пересекает железнодорожная ветка промышленного назначения, следующая к нефтеперерабатывающему заводу в посёлке Константиновский, расположенному к востоку от деревни. На расстоянии около 700 м к западу от деревни имеется железнодорожная станция Пустово, в которой разделяются ветки, следующие к нефтеперерабатывающему заводу и к промышленным предприятиям города Тутаев. Севернее станции стоит станционный посёлок. На юг от Пустово с западной стороны трассы, на северном левом берегу Печегды расположена деревня Аксентьево. Окрестности Пустово и этой деревни заняты садоводческим товариществом. К востоку от Пустово и федеральной трассы на том же левом берегу Печегды стоит деревня Коромыслово. Через Пустово протекает небольшой ручей, впадающий слева в Печеду между мостом на федеральной трассе и Коромысловым. Деревня ранее была центром сельсовета .
Деревня Пустова указана на плане Генерального межевания Борисоглебского уезда 1792 года. В 1825 Борисоглебский уезд был объединён с Романовским уездом. По сведениям 1859 года деревня относилась к Романово-Борисоглебскому уезду .
На 1 января 2007 года в деревне Пустово числилось 14 постоянных жителей . По карте 1975 г. в деревне жило 22 человека. Почтовое отделение, находящееся в посёлке Константиновский, обслуживает в деревне дома на Дорожной и Луговой улицах .